# Riza Durmisi
Riza Durmisi (Kopenhagen, 8 januari 1994) is een Albanees-Deens profvoetballer die doorgaans als linkervleugelverdediger speelt. Durmisi debuteerde in 2015 in het Deens voetbalelftal.

## Clubcarrière
Durmisi stroomde door vanuit de jeugd van Brøndby. Hiervoor debuteerde hij op 26 augustus 2012 in de hoofdmacht in een competitiewedstrijd thuis tegen Esbjerg (1–1). Hij speelde tijdens zijn debuutseizoen vier wedstrijden, allemaal als invaller. Durmisi  tekende op 24 juni 2013 een driejarig profcontract bij Brøndby. Hij werd officieel gepromoveerd naar het eerste team en kreeg rugnummer 17 toegewezen. Hij dwong vanaf het begin van het seizoen 2013/14 een basisplaats af, eerst als linksbuiten en later als linkerverdediger. Hij maakte op 10 november 2013 zijn eerste doelpunt, de 1–0 in een met 3–0 gewonnen competitiewedstrijd thuis tegen Aarhus. Tijdens dit eerste seizoen zou hij 32 wedstrijden spelen en driemaal scoren. Durmisi maakte op 31 juli 2014 als basisspeler zijn debuut in de voorronden van de Europa League, uit bij Club Brugge. Zijn ploeggenoten en hij verloren die dag met 3–0. Een seizoen later speelde hij met Brøndby wel in het hoofdtoernooi.
Durmisi tekende in mei 2016 bij Real Betis, dat hem voor €2.000.000,- overnam van Brøndby. Hij speelde in de volgende twee seizoenen 51 competitiewedstrijden voor de Spaanse club, waarvan 50 als basisspeler. In maakte hij de overstap naar SS Lazio. Die club verhuurde hem vanaf 2020 ahtereenvolgeens aan OGC Nice, Salernitana, Sparta Rotterdam, CD Leganés en CD Tenerife. In 2024 verkaste hij naar het Poolse ŁKS Łódź

## Clubstatistieken
| Seizoen | Club       | Competitie       | Wed. | Goals |
| ------- | ---------- | ---------------- | ---- | ----- |
| 2012/13 | Brøndby IF | Superligaen      | 4    | 0     |
| 2013/14 | Brøndby IF | Superligaen      | 32   | 3     |
| 2014/15 | Brøndby IF | Superligaen      | 28   | 3     |
| 2015/16 | Brøndby IF | Superligaen      | 29   | 1     |
| 2016/17 | Real Betis | Primera División | 27   | 1     |
| 2017/18 | Real Betis | Primera División | 24   | 2     |
| 2018/19 | SS Lazio   | Serie A          | 10   | 0     |
| 2019/20 | SS Lazio   | Serie A          | 0    | 0     |
| 2019/20 | → OGC Nice | Ligue 1          | 0    | 0     |

## Interlandcarrière
Durmisi maakte op 8 juni 2015 onder leiding van bondscoach Morten Olsen zijn debuut in het Deens voetbalelftal, in een met 2–1 gewonnen oefeninterland tegen Montenegro, net als Andreas Christensen. Hij viel in dat duel na 72 minuten in voor Simon Poulsen. Drie maanden later kreeg hij voor het eerst een basisplaats. Olsen stelde hem toen op als linksback in een kwalificatiewedstrijd voor het EK 2016 thuis tegen Albanië (0–0).

## Erelijst
| Coppa Italia | 1x | 2018/19 |